# Places vacantes
Au jeu de bridge, la théorie des places vacantes est une méthode qui permet d'évaluer la probabilité qu'une carte précise occupe une certaine position.

## Principe
La méthode habituelle pour distribuer les cartes consiste à tirer les cartes « au hasard » à partir d'un jeu mélangé et de les distribuer dans les 52 positions dans l'ordre déterminé par ces positions. Mais il existe une autre méthode sans biais, pratiquable par ordinateur ou bien dans la tête du joueur, qui consiste à déterminer a priori un ordre (non aléatoire) dans lequel les cartes doivent être distribuées, et à distribuer chaque carte avec une probabilité proportionnelle au nombre d'emplacements à remplir chez chaque joueur.

## Exemple
| ♠ | R V 10 5 2  |
| ♥ | 3 2         |
| ♦ | ▢ ▢ ▢ ▢ ▢ ▢ |
| ♣ | …………        |

| ♠ | D 8 6 3   |
| ♥ | A D 10 6  |
| ♦ | A ▢ ▢ ▢ ▢ |
| ♣ | …………      |

| ♠ | 9                 |
| ♥ | 8 7 4             |
| ♦ | R D ▢ ▢ ▢ ▢ ▢ ▢ ▢ |
| ♣ | …………              |

| ♠ | A 7 4       |
| ♥ | R V 9 5     |
| ♦ | ▢ ▢ ▢ ▢ ▢ ▢ |
| ♣ | …………        |

| ♠ | R V 10 5 2  |
| ♥ | 3 2         |
| ♦ | ▢ ▢ ▢ ▢ ▢ ▢ |
| ♣ | …………        |

| ♠ | D 8 6 3   |
| ♥ | A D 10 6  |
| ♦ | A ▢ ▢ ▢ ▢ |
| ♣ | …………      |

| ♠ | 9                 |
| ♥ | 8 7 4             |
| ♦ | R D ▢ ▢ ▢ ▢ ▢ ▢ ▢ |
| ♣ | …………              |

| ♠ | A 7 4       |
| ♥ | R V 9 5     |
| ♦ | ▢ ▢ ▢ ▢ ▢ ▢ |
| ♣ | …………        |

| ♠ | R V 10 5 2  |
| ♥ | 3 2         |
| ♦ | ▢ ▢ ▢ ▢ ▢ ▢ |
| ♣ | …………        |

| ♠ | D 8 6 3   |
| ♥ | A D 10 6  |
| ♦ | A ▢ ▢ ▢ ▢ |
| ♣ | …………      |

| ♠ | 9                 |
| ♥ | 8 7 4             |
| ♦ | R D ▢ ▢ ▢ ▢ ▢ ▢ ▢ |
| ♣ | …………              |

| ♠ | A 7 4       |
| ♥ | R V 9 5     |
| ♦ | ▢ ▢ ▢ ▢ ▢ ▢ |
| ♣ | …………        |

| ♠ | R V 10 5 2  |
| ♥ | 3 2         |
| ♦ | ▢ ▢ ▢ ▢ ▢ ▢ |
| ♣ | …………        |

| ♠ | D 8 6 3   |
| ♥ | A D 10 6  |
| ♦ | A ▢ ▢ ▢ ▢ |
| ♣ | …………      |

| ♠ | 9                 |
| ♥ | 8 7 4             |
| ♦ | R D ▢ ▢ ▢ ▢ ▢ ▢ ▢ |
| ♣ | …………              |

| ♠ | A 7 4       |
| ♥ | R V 9 5     |
| ♦ | ▢ ▢ ▢ ▢ ▢ ▢ |
| ♣ | …………        |

L'ordinateur a déjà distribué tous les ♠ et tous les ♥ ainsi que As, Roi et Dame de ♦. Il s'apprête à distribuer le Valet de ♦. Il complète chaque jeu à 13 positions en lui ajoutant des places vacantes (représentées par des ▢), soit au total 23 places vacantes, et il génère un nombre aléatoire compris entre 1 et 23 pour déterminer la place où il met le Valet. Le Valet va donc être mis en Nord avec une probabilité de {\displaystyle {\frac {6}{23}}\approx 26\%}, en Ouest avec une probabilité de {\displaystyle {\frac {4}{23}}\approx 17\%}, et ainsi de suite.
Les joueurs de bridge utilisent cette méthode en imaginant les places vacantes compte-tenu des couleurs adverses dont la distribution est complètement connue. Ceci leur permet de décider de l'opportunité d'une impasse, d'orienter les impasses, et de faire des plans de jeu ayant le maximum de chances de réussite,.

## Faire le maximum de levées avec 2, 4 ou 6 cartes manquantes
La règle dite des 7/9/11 préconise de ne pas faire d'impasse avec 7, 9 ou 11 cartes dans la couleur (2, 4 ou 6 cartes manquantes).

### Prendre le Roi adverse avec 2 cartes manquantes
Voici un exemple. Le contrat de 4 ♠, joué par Ouest, a été atteint dans le silence des adversaires. Nord entame de la Dame de ♣.
| ♠ | A D V 10 4 3 2 | O E | ♠ | 8 7 6 5 |
| ♥ | A R 2          | O E | ♥ | 5 4 3   |
| ♦ | 3 2            | O E | ♦ | 9 8 7   |
| ♣ | 5              | O E | ♣ | A 3 2   |

Le déclarant prend l'entame avec l'As de ♣ du mort (Sud fournit) et doit réussir à faire 7 levées d'atout pour gagner le contrat. Il joue donc petit ♠ du mort et le 9 de ♠ est joué sans hésitation par Sud. Ouest doit choisir entre 2 cartes possibles : la Dame (pour faire l'impasse au Roi) ou bien l'As.
Nord a montré une carte (la Dame de ♣) et a donc 12 places vacantes. Sud a montré 2 cartes (un ♣ et un ♠) et a donc 11 places vacantes. Par conséquent, le Roi de ♠ a {\displaystyle {\frac {12}{23}}\approx 52\%} de chances de se trouver en Nord. Le déclarant doit donc jouer l'As.
Le raisonnement est différent si les adversaires ont parlé. Avec les mêmes jeux que ci-dessus, supposons les enchères suivantes (Nord donneur) :
| Nord  | Est   | Sud   | Ouest |
| ----- | ----- | ----- | ----- |
| 2♥    | Passe | Passe | 4♠    |
| Passe | Passe | Passe |       |

Nord a montré 6 cartes à ♥. Sur son entame de la Dame de ♥, on lui compte 7 places vacantes contre 12 places vacantes en Sud. La probabilité qu'il ait le Roi de ♠ est donc de {\displaystyle {\frac {7}{19}}\approx 37\%}. Elle pourrait même être plus faible puisqu'il a entre 6 et 10 points H parmi lesquels la Dame et le Valet de ♥. Le déclarant prendra donc l'entame et ira au mort par l'As de ♣ pour faire l'impasse à ♠.

### Prendre la Dame adverse avec 4 cartes manquantes
| ♦ A R V 7 6 4 3 2 |
|                   |
| ♦ 5               |

On souhaite faire 8 levées dans la couleur. Sans information sur la répartition des cartes en Est-Ouest, l'impasse donne les 9 levées dans 45% des cas alors que tirer en tête As et Roi fonctionne dans 52,5% des cas.
| ♦ A R V 7 6 4 3 |
|                 |
| ♦ 5 2           |

Ici, tirer en tête est toujours le meilleur maniement avec 52,5% de chances de rapporter 7 levées, contre 51,25% de chances si on tire l'As en tête puis on fait l'impasse.

### Prendre le Valet adverse avec 6 cartes manquantes
| ♦ A R D 10 9 3 |
|                |
| ♦ 2            |

Ici, tirer en tête a 54% de chances de rapporter 6 levées, contre moins de 50% avec l'impasse.

## Utilisation du principe des cases vacantes pour faire un plan de jeu
Lorsque le déclarant doit faire une impasse incertaine, il a intérêt à collecter le plus d'informations possibles sur les jeux de l'adversaire. Cela nécessite généralement des arrêts dans les autres couleurs.
| ♠ | A R      | O E | ♠ | 5 4     |
| ♥ | A R D    | O E | ♥ | 4 3 2   |
| ♦ | R D V 10 | O E | ♦ | 5 4 3 2 |
| ♣ | A 10 4 2 | O E | ♣ | R V 9 3 |

Ouest joue 6 SA et reçoit l'entame du Valet de ♥. Pour gagner son contrat, il doit réussir l'impasse à ♣. Il a intérêt à commencer par affranchir les ♦ afin de connaître la main longue à ♣ qui aura le maximum de chances d'avoir la Dame. Si, par exemple, Nord défausse au 2e tour de ♦, on peut déduire que la situation initiale comportait au moins 1 ♥ et 1 ♦ en Nord et au moins 1 ♥ et 4 ♦ en Sud, et donc 11 places vacantes en Nord et 8 places vacantes en Sud. La probabilité que Nord ait la Dame de ♣ est donc {\displaystyle {\frac {11}{19}}\approx 58\%}, et on jouera As ♣ puis ♣ pour l'impasse contre Nord.

## Les exceptions à la théorie des places vacantes
Il y a un certain nombre de cas où il ne convient pas de se fier aux places vacantes.
- Cas où la localisation des honneurs peut être présumée grâce notamment aux enchères.
- Cas d'un adversaire dangereux : si le but est de privilégier la réussite du contrat au nombre probable de levées, ce concept est prioritaire par rapport aux méthodes probabilistes.
- Cas des cartes forcées : il peut arriver qu'une grosse carte apparaisse en flanc alors qu'on ne l'attendait pas, et il est plus que probable que l'adversaire qui l'a fournie n'avait pas le choix. Par exemple, considérons la situation suivante :

| ♠   | 8 7 6 5    |
| ♥   | A 9        |
| ♦   | 7 6        |
| ♣   | 9 8 5 3 2  |
| N S |            |
| ♠   | A D 10 4 3 |
| ♥   | 10 8       |
| ♦   | R D        |
| ♣   | A D        |

 Sud, déclarant du contrat de 4♠, reçoit l'entame As de ♦ suivi d'un retour ♦. Le déclarant prend la 2e levée à ♦ et présente l'As de ♠. Miracle, le Roi apparaît en Ouest. 
Il est clair qu'un opposant raisonnable n'aurait pas fourni le Roi si ce n'était pas un singleton. Logiquement, le Valet doit se trouver en Est. Au-lieu de poursuivre avec un autre ♠ comme c'était son plan initial, le déclarant va donc remonter au mort avec l'As de ♥ pour faire l'impasse au Valet de ♠.

## Calculs de probabilités en dehors de la table
La méthhode des places vacantes permet de nombreux calculs de probabilités qui ne peuvent pas être réalisés en temps réel à la table.

### Probabilité de réussite d'une double impasse
| ♠ | A R 4 2 | O E | ♠ | 5 3      |
| ♥ | 5 3 2   | O E | ♥ | A V 10 9 |
| ♦ | A D V 5 | O E | ♦ | 6 4 3 2  |
| ♣ | A 2     | O E | ♣ | R 3 2    |

Ouest joue le contrat de 3SA atteint dans le silence adverse et Nord entame avec le ♠7 (4e meilleure), ce qui montre probablement qu'il a probablement 5 cartes à ♠. Sud fournit la ♠D. Il semble que sa meilleure chance de réussite soit de faire la double impasse à ♥. Toutefois, lorsqu'il présente le ♥2 pour le 3 de Nord, et le 9 du mort, Sud met la Dame. Quelles sont les chances d'une 2e impasse à ♥ dans ce cas-là ?
Certains joueurs font l'erreur suivante : ils estiment qu'il y a plus d'une chance sur 2 que le Roi de ♥ soit également mal placé car ils imaginent la situation suivante : 
| ♠ X X X 7 X         |
| ♥ ▢ ▢ ▢ ▢ ▢ ▢ ▢ 3   |
|                     |
| ♠ V x x x           |
| ♥ D ▢ ▢ ▢ ▢ ▢ ▢ ▢ ▢ |

Dans ce schéma, il y a 8 cases vacantes en Sud contre 7 en Nord, ce qui donnerair une probabilité de {\displaystyle 7/15\approx 47\%} que le Roi soit en Nord. On pourrait donc croire qu'il faut se rabattre sur l'impasse à ♦ qui a davantage de chances de réussite.
Toutefois, ce raisonnement est mauvais car la ♥ D est une carte forcée. Il faut donc revenir à la situation de début de jeu qui était :
| ♠ X X X X X         |
| ♥ ▢ ▢ ▢ ▢ ▢ ▢ ▢ X   |
|                     |
| ♠ X X X X           |
| ♥ ▢ ▢ ▢ ▢ ▢ ▢ ▢ ▢ X |

 Dans ce schéma, "X" indique qu'on a connaissance de cette carte et "▢" indique une position vacante. 
Evaluons 3 probabilités : 
1. Le ♥R et la ♥D sont tous deux en Nord : On place l'un des deux honneurs avec une probabilité de {\displaystyle 7/15\approx 47\%}. Comme il y a une case vacante de moins en Nord, l'autre honneur a une probabilité de {\displaystyle 6/14\approx 43\%} d'être aussi en Nord. Le produit est de {\displaystyle p_{1}=(7/15)\times (6/14)=20\%}
2. Les deux honneurs sont tous deux en Sud : {\displaystyle p_{2}=(8/15)\times (7/14)\approx 27\%}
3. Les deux honneurs sont répartis : {\displaystyle p_{3}=1-p_{1}-p_{2}\approx 53\%}

Dans notre exemple, en éliminant le cas impossible des 2 honneurs en Nord, la probabilité de réussir la deuxième impasse est : {\displaystyle p={\frac {p_{3}}{p_{2}+p_{3}}}\approx 66\%}